# Paraphidippus fartilis
Paraphidippus fartilis är en spindelart som först beskrevs av George William Peckham och Elizabeth Maria Gifford Peckham 1888.  Paraphidippus fartilis ingår i släktet Paraphidippus och familjen hoppspindlar. Inga underarter finns listade i Catalogue of Life.